# Distrito de Rioja
El distrito de Rioja es uno de los nueve distritos que conforman la provincia de Rioja, ubicada en el departamento de San Martín, perteneciente a la Región San Martín, en el noreste de Perú.
La ciudad de Rioja se extiende irregularmente entre pequeñas elevaciones y depresiones, aún conserva un aspecto tranquilo en los suburbios, pero la actividad comercial en el centro aún perdura, la plaza de armas de la ciudad, presenta 4 legendarias palmeras, y edificios que han sido reconstruidos con aspectos coloniales. El desarrollo turístico se ha elevado, existiendo una mayor concentración de hospedajes, hoteles y centros turísticos de diverso tipo. Aún se elaboran artesanalmente bolsos y sombreros con bombonaje (paja extraída de hojas de palmera homónima), artesanías, en los alrededores de la ciudad se ubican las industrias de licuado y envasado de gas, aserraderos, industrias de embotellamiento de agua, molinos, despulpadoras, piscicultura, ensamblaje de partes de camiones y chatarrería. 
Cuenta con Aeropuerto "Jorge Simons" de demanda regional. En 1990, la ciudad fue prácticamente destruida por un terremoto.
Limita al norte con el Distrito de Nueva Cajamarca

## Población
El distrito tiene unos 25,000 habitantes, los cuales están distribuidos en gran parte en la población rural o campesina del distrito. El barrio de Cascayunga es el sector más tradicional de la ciudad; sin embargo el pintoresco barrio de Shahuintopata es el más importante por albergar grandes tiendas comerciales, zonas residenciales y ser el más alegre en sus festividades de Carnaval de los diablos .

## Capital
La capital de este distrito es la ciudad de Rioja, conocida como la ciudad de los sombreros.

## Autoridades

### Municipales
- 2019 - 2022[1]
  - Alcalde: Armando Rodríguez Tello, de Alianza para el Progreso.
  - Regidores:

  1. Elita Vásquez Reátegui (Alianza para el Progreso)
  2. Eliseo Paredes Díaz (Alianza para el Progreso)
  3. Percy García Sánchez (Alianza para el Progreso)
  4. Giuliana Isabel Salvador León (Alianza para el Progreso)
  5. Absalón Vilcarromero Rojas (Alianza para el Progreso)
  6. Jackson Carbajal Saavedra (Alianza para el Progreso)
  7. Miguel Andrés Trigoso Arriaga (Alianza para el Progreso)
  8. Christian Vásquez Tomanguillo (Acción Popular)
  9. Cleider Cruz Culquirricra (Movimiento Político Regional Unidos por San Martín)
  10. Fernando Mori Tipa (Nueva Amazonía)
  11. Domingo Pérez Paredes (Acción Regional)